# The Bourne Legacy
The Bourne Legacy (tạm dịch là Di sản của Bourne) là một phim điện ảnh điệp viên của Mỹ năm 2012 do Tony Gilroy đạo diễn, thay cho Greengrass. Đây là phần ngoại truyện của Jason Bourne nhưng lấy thời gian song song với phần 3 của loạt phim. Các nhân vật trong loạt phim Bourne được dựa trên tiểu thuyết Jason Bourne của Robert Ludlum. The Bourne Legacy là phần thứ tư trong loạt phim này. Các diễn viên là Jeremy Renner, Rachel Weisz và Edward Norton.
Nhân vật danh nghĩa Jason Bourne không xuất hiện trong The Bourne Legacy vì nam diễn viên Matt Damon, người đóng vai Bourne trong ba bộ phim đầu tiên, quyết định không trở lại cho bộ phim thứ tư. Tuy nhiên, có những hình ảnh khác nhau của Damon vai Bourne thể hiện trong suốt bộ phim và tên anh được nhắc đến nhiều lần. Tony Gilroy, đồng biên kịch của ba bộ phim đầu tiên, tìm cách tiếp tục câu chuyện của loạt phim Bourne, không thay đổi những sự kiện quan trọng của nó, và các nhân vật khác của The Bourne Legacy cũng tương tự như phim trước đó The Bourne Ultimatum (2007). 
The Bourne Legacy, với sự tham gia của Jeremy Renner trong vai Aaron Cross, một đặc vụ hoạt động ngầm cũng đang bị chứng mất trí nhớ. 
Phần phim tiếp nối mang tên Siêu điệp viên Jason Bourne được phát hành vào năm 2016, với Damon và Greengrass đều trở lại.

## Nội dung phim
Phim lấy bối cảnh sau thất bại của Jason Bourne, CIA phải đối mặt với một mối đe dọa tương tự khi một nhóm đặc vụ bị ly gián khác xuất hiện.
Aaron Cross (Renner) là một đặc vụ bí mật của CIA, được đào tạo trong một chương trình gọi là Treadstone, giống như Bourne. Cross được đào tạo để trở thành một "cỗ máy giết người di động", và anh ta có khả năng chiến đấu, bắn súng và sử dụng các loại vũ khí khác.
Một ngày nọ, Cross được thông báo rằng chương trình Treadstone đã bị đóng cửa và anh ta phải bị loại bỏ. Cross trốn thoát và bắt đầu tìm kiếm những người khác đã bị đào tạo trong chương trình Treadstone.
Cross gặp Nicky Parsons (Weisz), một nhà khoa học của CIA, người giúp anh ta tìm hiểu thêm về chương trình Treadstone. Cross cũng gặp Dr. Marta Shearing (Keach), một nhà khoa học khác của CIA, người đang cố gắng tìm cách ngăn chặn việc sử dụng các đặc vụ bị ly gián.
Cross và Parsons hợp tác để ngăn chặn một cuộc tấn công hạt nhân do các đặc vụ bị ly gián thực hiện. Họ thành công trong việc ngăn chặn cuộc tấn công, nhưng Cross bị thương nặng trong cuộc chiến.
The Bourne Legacy nhận được đánh giá tích cực từ các nhà phê bình, với sự ca ngợi cho diễn xuất của Renner, Weisz và Norton, cũng như các cảnh hành động. Phim cũng thành công về mặt thương mại, thu về hơn 214 triệu USD trên toàn thế giới.